# 20e étape du Tour d'Espagne 2012
La 20e étape du Tour d'Espagne 2012 s'est déroulée le samedi 8 septembre 2012, partant de Golf La Faisanera et arrivant à Bola del Mundo après 170,7 km de course.

## Parcours de l'étape
Dernière étape de haute montagne et certainement dernière chance pour les aspirants au classement général de se départager. Cinq cols répertoriés dont trois de première catégorie sont disséminés sur le parcours, avec une arrivée située au sommet du Bola del Mundo à 2 247 mètres d'altitude. Cette difficulté « Hors Catégorie » de 11,4 kilomètres à 8,6 % de moyenne comporte des passages à plus de 15 %.

## Déroulement de la course
Faisant partie d'une vingtaine d'hommes partis après une vingtaine de kilomètres de course, le vainqueur de deux Vueltas (2005 et 2007) Denis Menchov (Rabobank) a fait parler ses talents de grimpeur à 10 kilomètres du terme en créant un trio de tête puis en lâchant ses compagnons dans les derniers mètres pour l'emporter devant l'Australien Richie Porte (Sky), à 17 secondes et Kevin De Weert (Omega-Pharma-Quick Step), à 42 secondes. Alberto Contador a contrôlé ses principaux rivaux sur les pentes de la dernière difficulté même s'il a  cédé quelques secondes.

## Classement de l'étape
| Classement de l'étape | Classement de l'étape | Classement de l'étape | Classement de l'étape   | Classement de l'étape |
|                       | Coureur               | Pays                  | Équipe                  | Temps                 |
| --------------------- | --------------------- | --------------------- | ----------------------- | --------------------- |
| 1er                   | Denis Menchov         | RUS                   | Katusha                 | en 4 h 48 min 48 s    |
| 2e                    | Richie Porte          | AUS                   | Sky                     | + 17 s                |
| 3e                    | Kevin De Weert        | BEL                   | Omega Pharma-Quick Step | + 42 s                |
| 4e                    | Fredrik Kessiakoff    | SWE                   | Astana                  | + 1 min 16 s          |
| 5e                    | Romain Sicard         | FRA                   | Euskaltel-Euskadi       | + 1 min 39 s          |
| 6e                    | Eros Capecchi         | ITA                   | Liquigas                | + 2 min 30 s          |
| 7e                    | Maxime Bouet          | FRA                   | AG2R La Mondiale        | + 2 min 39 s          |
| 8e                    | Simon Geschke         | GER                   | Argos-Shimano           | + 3 min 14 s          |
| 9e                    | Joaquim Rodríguez     | ESP                   | Katusha                 | + 3 min 31 s          |
| 10e                   | Alejandro Valverde    | ESP                   | Movistar                | + 3 min 56 s          |
| modifier              |                       |                       |                         |                       |

## Classement général
| Classement général | Classement général | Classement général | Classement général     | Classement général  |
|                    | Coureur            | Pays               | Équipe                 | Temps               |
| ------------------ | ------------------ | ------------------ | ---------------------- | ------------------- |
| 1er                | Alberto Contador   | ESP                | Saxo Bank-Tinkoff Bank | en 82 h 14 min 52 s |
| 2e                 | Alejandro Valverde | ESP                | Movistar               | + 1 min 16 s        |
| 3e                 | Joaquim Rodríguez  | ESP                | Katusha                | + 1 min 37 s        |
| 4e                 | Christopher Froome | GBR                | Sky                    | + 10 min 16 s       |
| 5e                 | Daniel Moreno      | ESP                | Katusha                | + 11 min 29 s       |
| 6e                 | Robert Gesink      | NED                | Rabobank               | + 12 min 23 s       |
| 7e                 | Andrew Talansky    | USA                | Garmin-Sharp           | + 13 min 28 s       |
| 8e                 | Laurens ten Dam    | NED                | Rabobank               | + 13 min 41 s       |
| 9e                 | Igor Antón         | ESP                | Euskaltel-Euskadi      | + 14 min 1 s        |
| 10e                | Beñat Intxausti    | ESP                | Movistar               | + 16 min 13 s       |
| modifier           |                    |                    |                        |                     |

## Classements annexes

### Classement par points
| Classement par points | Classement par points | Classement par points | Classement par points                  | Classement par points |
| --------------------- | --------------------- | --------------------- | -------------------------------------- | --------------------- |
|                       | Coureur               | Pays                  | Équipe                                 | Point(s)              |
| 1er                   | Joaquim Rodríguez     | ESP                   | Katusha                                | 193 points            |
| 2e                    | Alejandro Valverde    | ESP                   | Movistar                               | 189 pts               |
| 3e                    | Alberto Contador      | ESP                   | Équipe cycliste Saxo Bank-Tinkoff Bank | 161 pts               |
| modifier              |                       |                       |                                        |                       |

### Classement du meilleur grimpeur
| Classement du meilleur grimpeur | Classement du meilleur grimpeur | Classement du meilleur grimpeur | Classement du meilleur grimpeur | Classement du meilleur grimpeur |
| ------------------------------- | ------------------------------- | ------------------------------- | ------------------------------- | ------------------------------- |
|                                 | Coureur                         | Pays                            | Équipe                          | Point(s)                        |
| 1er                             | Simon Clarke                    | AUS                             | Orica-GreenEDGE                 | 63 points                       |
| 2e                              | David de la Fuente              | ESP                             | Caja Rural                      | 40 pts                          |
| 3e                              | Joaquim Rodríguez               | ESP                             | Katusha                         | 36 pts                          |
| modifier                        |                                 |                                 |                                 |                                 |

### Classement du combiné
| Classement du combiné | Classement du combiné | Classement du combiné | Classement du combiné  | Classement du combiné |
| --------------------- | --------------------- | --------------------- | ---------------------- | --------------------- |
|                       | Coureur               | Pays                  | Équipe                 | Point(s)              |
| 1er                   | Joaquim Rodríguez     | ESP                   | Katusha                | 7 points              |
| 2e                    | Alejandro Valverde    | ESP                   | Movistar               | 9 pts                 |
| 3e                    | Alberto Contador      | ESP                   | Saxo Bank-Tinkoff Bank | 10 pts                |
| modifier              |                       |                       |                        |                       |

### Classement par équipes
| Classement général par équipes | Classement général par équipes | Classement général par équipes | Classement général par équipes |
|                                | Équipe                         | Pays                           | Temps                          |
| ------------------------------ | ------------------------------ | ------------------------------ | ------------------------------ |
| 1re                            | Movistar                       | Espagne                        | en 246 h 37 min 58 s           |
| 2e                             | Euskaltel-Euskadi              | Espagne                        | + 9 min 40 s                   |
| 3e                             | AG2R La Mondiale               | France                         | + 20 min 19 s                  |
| modifier                       |                                |                                |                                |

## Abandons
- Assan Bazayev (Astana) : abandon
- Tony Martin (Omega Pharma-Quick Step) : abandon